# Кшищина
Кшищина (пол. Krzyszczyna, нім. Cocceji-Neudorf) — село в Польщі, у гміні Боґданець Ґожовського повіту Любуського воєводства.
Населення — 67 осіб (2011).

## Демографія
Демографічна структура станом на 31 березня 2011 року:
|          | Загалом | Допрацездатний вік | Працездатний вік | Постпрацездатний вік |
| -------- | ------- | ------------------ | ---------------- | -------------------- |
| Чоловіки | 38      | 12                 | 22               | 4                    |
| Жінки    | 29      | 5                  | 17               | 7                    |
| Разом    | 67      | 17                 | 39               | 11                   |